# Йылдыз (отель)
Йылдыз (туркм. Ýyldyz, буквально «Звезда») — пятизвёздочная гостиница в Ашхабаде, столице Туркменистана. Здание стоит в предгорьях Копетдага, соединено с городом современным шоссе. Имея высоту 107 метров, является самой высокой гостиницей в Туркменистане. Строительство здания началось в 2011 году по заказу Управления делами Аппарата президента Туркменистана, для посетителей оно открылось 15 октября 2013 года. Гостиница была построена в виде напоминающей  разрезанной дыни, французской фирмой Bouygues.

## Описание
Общая площадь гостиницы занимает 50 620 м², вместе с прилегающей территорией составляет почти 85 000 м². Высота здания 107 метров, 24 этажа. Сооружение обладает высокой степенью сейсмоустойчивости. В гостинице 155 номеров, в том числе президентские номера, люкс и стандартные номера. Все номера оборудованы по последнему слову техники и дизайна, и предлагают высокий уровень проживания и комфорта. Информация о том, сколько средств было потрачено на строительство гостиницы, не разглашается.
Один из ресторанов гостиницы, на 60  мест, находится на 18 этаже, и с него открывается панорамный вид на город Ашхабад. На первом этаже расположен банкетный зал на 1000 мест.